# (120178) 2003 OP32
(120178) 2003 OP32 — транснептуновий об'єкт в поясі Койпера. Він був відкритий 26 липня 2003 року Майклом Брауном, Чадвіком Трухільйо і Девідом Рабиновичем. Об'єкт належить до к'юбівано.

## Походження
На основі загальних структур ІЧ поглинання в області водяного льоду і угруповання їх орбітальних елементів
Об'єкти поясу Койпера (120178) 2003 OP32, (24835) 1995 SM55, (19308) 1996 TO66, (55636) 2002 TX300 і (145453) 2005 RR43 є, судячи з усього, об'єктами, що утворилися внаслідок зіткнення карликової планети Хаумеа, і виділяються в окремий клас. Нейтральні кольори спектра цих об'єктів свідчать про відсутність комплексних органічних сполук на їх поверхні, як і на більш добре вивченої поверхні Хаумеа.